# Phong vân nhi nữ
Phong vân nhi nữ là một bộ phim yêu nước nổi tiếng nhất của điện ảnh Trung Quốc năm 1935. Bài hát chủ đề của bộ phim là "Nghĩa dũng quân tiến hành khúc", sau này trở thành quốc ca của nước Cộng hòa Nhân dân Trung Hoa. Đạo diễn của bộ phim là Hứa Hạnh Chi và được viết bởi Điền Hán và Giá Diễn. Viên Mục Chi đóng vai một người trí thức đang chạy trốn ra khỏi Thượng Hải, đi theo Vương Nhân Mỹ để tham gia cuộc kháng chiến chống xâm lược của nhân dân Trung Hoa năm 1937 sau cái chết của bạn mình.

## Cốt truyện
Cốt truyện kể về nhà thơ trẻ Tân Bạch Hoa, đại diện cho tầng lớp trí thức của nước Trung Hoa cũ, đã rời Thượng Hải cùng với người bạn của mình, Lương. Lương sớm tham gia cuộc kháng chiến chống quân xâm lược Nhật Bản, nhưng Tân chọn theo đuổi mối quan hệ với một góa phụ quyến rũ và tây hóa ở Thanh Đảo.
Sau khi nghe tin Lương đã bị giết, Tân đã gác lại ngòi bút sáng tác của mình, cầm súng xung phong ra mặt trận chống Nhật, xông pha trước quân thù.

## Chủ đề cộng sản
Bộ phim là một sản phẩm mang tính chất cộng sản mạnh mẽ, được sản xuất bởi Hãng phim Điện Thông và dựa trên một câu chuyện của Điền Hán, một đảng viên cộng sản từ năm 1932. Điền đã bị bắt bởi những người của Quốc dân đảng ngay sau khi nó được phát hành. Ngoài ra, bộ phim còn có sự tham gia của Viên Mục Chi, và phần nhạc của nhà soạn nhạc Niếp Nhĩ; tất cả về sau đều ở phe cộng sản.
Bản thân bộ phim, với câu chuyện về một người đàn ông giàu có, học cách từ bỏ sự suy đồi của văn hóa phương Tây để tự hy sinh, cũng là một chủ đề phổ biến trong các bộ phim cánh tả thời kỳ này.

## Bài hát chủ đề
Bài hát chủ đề của bộ phim, "Nghĩa dũng quân tiến hành khúc", được hát bởi Cố Mông Hạc và Viên Mục Chi. Bài hát này cũng được Pathé thuộc tập đoàn EMI phát hành trong một đĩa hát vào năm 1935. "Nghĩa dũng quân tiến hành khúc" đã được chọn là quốc ca tạm thời của Cộng hòa Nhân dân Trung Hoa vào năm 1949. Quyết định này đã chính thức được viết thành Hiến pháp Cộng hòa Nhân dân Trung Hoa vào tháng 3/2004.